# Бажё, Пьер
Пьер Бажё (фр. Pierre Bajeux; 27 января 1899, Дуэ — 3 июня 1961, Париж) — французский гобоист и музыкальный педагог.
С восьмилетнего возраста учился игре на скрипке в консерватории своего родного города, в 11 лет перешёл на гобой, поскольку городской духовой оркестр запросил у консерватории подготовку нового гобоиста.
Играл в оркестре Парижской оперы. Профессор Парижской консерватории с 1941 года, среди его учеников Клод Мезоннёв.
Под редакцией Бажё переиздан учебник гобоя Анри Брода (1951), упражнения Брода Бажё снабдил динамическими и артикуляционными указаниями. Ему посвящены Серенада для духового квинтета Андре Жоливе (1945), с солирующим гобоем (авторская редакция для гобоя и фортепиано использовалась как экзаменационное сочинение в консерватории) и соната для гобоя и фортепиано Анри Дютийё (1947, первые две части также использовались как экзаменационное сочинение).